# Pennadomo
Pennadomo ist eine Gemeinde (comune) in Italien mit 207 Einwohnern (Stand: 31. Dezember 2023) in der Provinz Chieti in den Abruzzen. Sie liegt etwa 40 Kilometer südsüdöstlich von Chieti am Sangro und am Nordufer des Lago di Bomba und gehört zur Comunità Montana Aventino-Medio Sangro.